# Don't Wanna Lie
〈Don't Wanna Lie〉는 일본의 음악 그룹 B'z의 49번째 싱글이다. YTV NTV계 애니메이션 《명탐정 코난》의 여는 곡 및 극장판 《명탐정 코난: 침묵의 15분》 주제가.

## 개요
18번째 앨범 《C'mon》에서의 선행 싱글.
전 싱글 〈안녕 상처투성인 날들이여〉가 발매되지 않은 상황에서의 발표가 됐다. 2006년 이래로 5년만이 되는 《명탐정 코난》의 타이업이다. 이번 싱글의 PV의 일부가 《명탐정 코난》 애니메이션 오프닝 영상으로 사용되고 있다.
초회한정반과 통상반의 2종류 발매로 초회한정반은 PV를 수록한 DVD가 부속되어있다. 2011년 6월 12일까지(처음은 6월 5일까지)의 스페셜 특전으로, 초회한정반, 통상반 각각의 포장 비닐에 붙어있는 실을 보내면 〈Don't Wanna Lie (Ballad Version)〉이 수록된 스페셜 CD를 응모자 전원에게, 또 초회한정반에만 있는 실을 보내면 B'z 직필 싸인이 들어간 〈Don't Wanna Lie〉 오리지널 플래그를 추첨으로 100명에게 선물 캠페인 실시됐다.
18번째 앨범 《C'mon》에는 2곡 모두 수록되고, 싱글 수록곡이 모두 오리지널 앨범에 수록된 것은 〈흔들림 없는 것 하나〉 이래로 5년만이 됐다.
발매일 전후의 멤버의 TV출연에 의한 프로모션 활동은 행해지지 않았고, TV에서도 지금으로서는 보이지 않았다.

## 수록곡
- 전체작사: 이나바 코시
- 전체 작곡, 기타: 마츠모토 타카히로
- 전체 편곡: 마츠모토 타카히로, 테라치 히데유키, 이나바 코시
- 보컬: 이나바 코시
- 드럼 세트: Shane Gaalaas
- 베이스: 배리 스팍스
- 현악 합주: 스기야마 마이코, Lime Ladies Orchestra

1. Don't Wanna Lie (4:06)
도호 배급 애니메이션 영화 《명탐정 코난: 침묵의 15분》을 위해서 써내려간 노래로, 《안녕 상처투성인 날들이여》와 동시 진행으로 제작됐다. 멤버는 “우리와 인연이 깊은 《코난》 15주년으로, 힘 입어 제작하게 됐습니다. 15주년 축하해요”라고 말하고 있다(일본 극장 팜플렛 기재). 1998년 공개인 《14번째 표적》 이후, 빙 소속의 가수가 극장판 《명탐정 코난》의 주제가를 담당하고 있었지만, 현 시점에서 이 곡이 마지막이 되고 있다[4].멤버들은 영화의 대본을 읽고나서 노래의 제작에 맡고 있고, 마츠모토는 (노래가 사용되는 곳이) TV를 오프닝, 영상을 엔딩으로 하는 것으로 그 밸런스가 취해지는 곡조를 의식했다”라고 말하고 있다.
이나바는 이 곡의 테마로 “인생에 있어서 소중한 순간에, 자신에게 거짓말을 하지 말고 있자”라는 의지를 들고 있다. 즉, 발매 전의 임시 타이틀은 〈moment of truth(= 고비)〉이였었다[5].
PV는 전 싱글인 《안녕 상처투성인 날들이여》와 같은 로스앤젤레스에서의 촬영이 됐다.</ref> * 이 곡의 발라드 버전인 〈Don't Wanna Lie (Ballad Version) (2:17)〉도 동시에 제작되어 구입자 특전으로 배포되는 CD에 수록되어있다. 이 음원은 현재까지 그 밖의 CD에 미수록이거나 배포되지 않고, 입수가 힘들어지게 된다.
2. Homebound (4:10)
2010년 11월부터 개시된, 앨범 제작의 과정에서 완성한 노래. 가사에 대해서 이나바는 “그 무렵 자주 보고 있던 광경이 힌트가 되어 가사가 완성됐다”라고 말하고 있다.</ref>
TBS계 《NEWS23 크로스》의 타이업이 되고 있지만, 타이업은 몇몇의 노래 후보 중에서 선택됐다.

DVD (초회한정반만)
1. 〈Don't Wanna Lie〉 MUSIC VIDEO

## 타이업
- 요미우리 TV 닛폰 TV계 애니메이션 《명탐정 코난》 여는 곡 (#1）
- 극장판 《명탐정 코난: 침묵의 15분》 주제가 (#1)[6]
- TBS계 《NEWS23 클로스》 닫는 곡 (#2)[7]

## 라이브 영상 작품
Don't Wanna Lie, Homebound
- B'z LIVE-GYM 2011 -C'mon-